# Estación Mejiro
La Estación Mejiro (目白駅 mejiro-eki?) pertenece a la línea Yamanote la cual es operada por la JR East. Se encuentra ubicada en el barrio de Mejiro, Toshima (Tokio) en la Prefectura de Tokio, Japón.
Abrió el 16 de marzo de 1885 y cuenta con un flujo de pasajeros de 37,932 pax/día. El 9 de noviembre de 2013 comenzó a operar con puertas de andén.

## Alrededores de la estación
Mejiro es una de las estaciones de la Línea Yamanote más pequeña, situada como un oasis entre el distrito comercial Ikebukuro y la vecindad Takadanobaba.
Hay variadas tiendas pequeñas, cafeterías, panaderías haciendo este un muy buen sitio de reunión para la gente que no está familiarizada con el sistema de metros de Tokio.
Esta Estación es algo rara debido a que solo posee una salida, el pasaje lo lleva a descender en Mejiro-Dori en el campo entre la Universidad de Gakushuin y la Escuela Elemental de Mejiro a la derecha, y a la izquierda a una cadena de tiendas y restaurantes. Ya fuera de Mejiro-Dori, el área pasa a ser resindencial y sumamente pacífica.
Mirando recto directamente fuera de la estación, uno puede ver el conocido edificio de Ikebukuro Sunshine 60.